# Bamda
Bamda är en ort i Kina. Den ligger i den autonoma regionen Tibet, i den sydvästra delen av landet, omkring 730 kilometer öster om regionhuvudstaden Lhasa. Antalet invånare är 789.
Runt Bamda är det mycket glesbefolkat, med 6 invånare per kvadratkilometer. Närmaste större samhälle är Bangda, 2,2 km söder om Bamda. Trakten runt Bamda består i huvudsak av gräsmarker.
Genomsnittlig årsnederbörd är 528 millimeter. Den regnigaste månaden är juli, med i genomsnitt 170 mm nederbörd, och den torraste är november, med 1 mm nederbörd.